# Carl Alfred Nyström
Carl Alfred Nyström, född 12 april 1831 i Tierps socken, Uppsala län, död 19 augusti 1891 i Gryts församling, Södermanlands län, var en svensk fysiker. 
Nyström blev 1849 student vid Uppsala universitet, 1854 tjänsteman inom Telegrafverket, där han 1873–79 var tillförordnad föreståndare för Telegrafverkets undervisningsanstalt, 1881 blev byråchef och 1887–90, på egen ansökan, var direktör vid Stockholms centraltelegrafstation. 
Nyström, som på sin tid var en av telegrafins främsta målsmän i Sverige, konstruerade 1855 för dubbeltelegrafering en kontinuitetsbevarande nyckel, upprättade förslag till undervisningens ordnande vid telegrafen, utarbetade schema för linjeundersökningarna samt författade Lärobok i telegrafi (1869; andra upplagan 1878) och Handbok i telefoni (1885) samt fysiska avhandlingar i Vetenskapsakademiens Handlingar (1862, 1873, 1876). 
Nyström var svenskt ombud vid 1881 års internationella kommitté i Paris för uppgörande av förslag till internationella enheter inom elläran och elektrotekniken. Som inspektör vid Städernas allmänna brandstodsbolag (1870–81) utgav han Om eldsläckningsväsendets ordnande i våra städer och köpingar (1871) med en brandordning av grundläggande betydelse på området och tog initiativ till brandchefsmöten. En av Nyström 1853 utgiven Sifferräknelära utkom i 25 upplagor.